# Афнеида
Афнеида (Афнея) (др.-греч. Ἀφνηίδος) — жена правителя Карии IV века до н. э. Пиксодара.
По предположению антиковедов О. Л. Габелко и Е. М. Берзон, каппадокийка Афнеида, очевидно, принадлежала к знатному роду.
Старшие братья Пиксодара вступали в браки с собственными сёстрами. И только Пиксодар женился на неродственнице. По замечанию И. Е. Сурикова, на подобный шаг Пиксодар пошёл вынужденно, так как других сестёр у него не было. Согласно Н. В. Ефремову, такой союз означал разрыв с древней традицией.
В этом браке родилась единственная известная по имени дочь Афнеиды и Пиксодара Ада, которая была сначала сосватана за представителя македонского царствующего рода, но вышла замуж за перса Оронтобата.
В Галикарнасском мавзолее были обнаружены фрагменты колоссальных статуй, одна из которых, по мнению Т. П. Кишбали, изображает Афнеиду.